# Véronique Kossenda Rey
Véronique Kossenda Rey (née le 23 septembre 1996) est une athlète camerounaise spécialiste du triple saut et du saut en longueur.

## Biographie
Elle obtient la médaille de bronze du triple saut aux Championnats d'Afrique d'athlétisme 2022 à Saint-Pierre.

## Palmarès
| Date | Compétition             | Lieu         | Résultat | Épreuve          | Temps   |
| ---- | ----------------------- | ------------ | -------- | ---------------- | ------- |
| 2022 | Championnats d'Afrique  | Saint-Pierre | 3e       | Triple saut      | 13,35 m |
| 2022 | Championnats d'Afrique  | Saint-Pierre | 8e       | Saut en longueur | 5,86 m  |
| 2023 | Jeux de la Francophonie | Kinshasa     | 2e       | Triple saut      | 13,97 m |
| 2023 | Jeux de la Francophonie | Kinshasa     | 3e       | Saut en longueur | 6,42 m  |
| 2024 | Jeux africains          | Accra        | 5e       | Triple saut      | 13,26 m |
| 2024 | Championnats d'Afrique  | Douala       | 3e       | Triple saut      | 13,35 m |